# Lauro Grein Filho
Lauro Grein Filho (Rio Negro, 9 de agosto de 1921 – Curitiba, 9 de novembro de 2015) foi um médico brasileiro.

## Biografia
Filho dum descendente de colonos alemães que se instalaram em Rio Negro em 1829 e duma mãe de ascendência portuguesa, é formado em medicina pela Faculdade de Medicina da Universidade Federal do Paraná, em 1943, fez especialização, no Rio de Janeiro, em cirurgia geral no Hospital Miguel Couto, e em ginecologia na Santa Casa da Misericórdia. Em 1960, também especializou-se em otorrinolaringologia.
Paralelamente à sua vida profissional, Lauro foi escritor, membro da Sociedade Brasileira de Médicos Escritores. Recebeu a medalha de ouro da União Brasileira de Trovadores, destacam-se por obras como: Hora de Lembrar, Fatos que ficaram, José Pereira de Macedo, AIDS, Coisas Nossas, Luzes da Memória, Painel de Realidades, 80 Crônicas de um tempo.
Pelo seu trabalho e carreira profissional, Lauro Grein já recebeu diversas condecorações, das quais se salientam a Cruz da Alta Distinção da Cruz Vermelha Brasileira, a Gran Cruz de Cavaleiro da Ordem Soberana de Malta e a Medalha de Mérito do Ministro do Trabalho e Previdência Social. Recebeu também o Diploma de Mérito Médico Nacional da Federação Brasileira das Academias de Medicina pelas contribuições científicas para os avanços da Medicina.
Em 1967, foi escolhido para presidente da Cruz Vermelha do Paraná. também foi presidente do Centro de Letras do Paraná no período de 1991 a 1993 e ocupou a cadeira 31 da Academia Paranaense de Letras.